# Issachar (tribù)

Il simbolo della tribù

Secondo la Bibbia ebraica è stata una delle tribù d'Israele.
A seguito della conquista di Canaan, da parte delle tribù d'Israele, nel 1200 a.C. circa. Era comandata prima da Issachar e poi dai suoi figli (di nome Tola, Iasub e Simron), comprendeva sedici città e alcuni villaggi.

## Le benedizioni

### Benedizione del padre Giacobbe

Mappà delle tribù d'Israele, Issachar è colorata di rosso

Secondo l'esegesi ebraica la tribù di Issachar imponeva e gestiva i tributi.

### Benedizione di Mosè
- Zabulon (tribù)

#### Esegesi ebraica
Nella Aggadah, la tribù ebraica di Issachar e quella di Zabulon presentano un legame fraterno spirituale e materiale molto significativo nella società della religione ebraica: la prima si occupa dello studio della Torah e dei suoi precetti e statuti nell'interesse di entrambe come in quello di tutto il popolo d'Israele mentre la seconda provvede al sostentamento materiale di entrambe, era infatti abile soprattutto nei mercati derivanti dai commerci marittimi.
Le due caratteristiche, necessarie a ciascun individuo secondo modalità proprie, sono quindi unite nell'insieme di queste due tribù ebraiche.